# Reumatyzm palindromiczny
Reumatyzm palindromiczny (ang. palindromic rheumatism) – rzadka choroba z grupy chorób reumatycznych, ujęta w klasyfikacji Amerykańskiego Towarzystwa Reumatologicznego. Objawia się gwałtownym i silnym napadowym zapaleniem jednego (zazwyczaj) lub wielu stawów, równie nagle ustępującym bez ich uszkodzenia. Etiologia jest niejasna; sugerowano, że jest to poronna postać reumatoidalnego zapalenia stawów, ponieważ towarzyszy mu często podwyższone miano przeciwciał przeciwko cyklicznemu cytrulinowanemu polipeptydowi (anty-CCP) i antykeratynowych. 
Chorują równie często kobiety i mężczyźni, w jednym badaniu przeciętny wiek początku objawów wynosił 49 lat.